# Collège de Bois-de-Boulogne

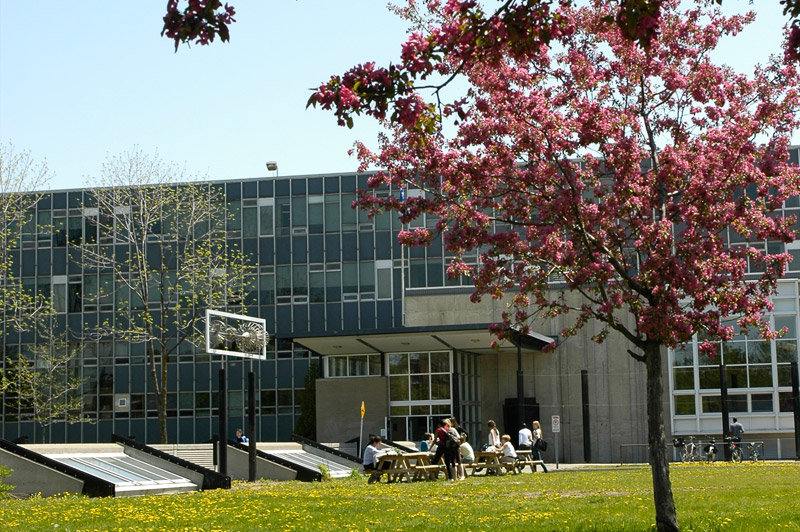
Pavillon Ignace-Bourget

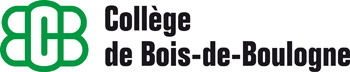
Ancien logo du Collège jusqu'en 2019.

Pour les articles homonymes, voir Boulogne et Bois de Boulogne (homonymie).
 (juin 2024).
 (juin 2024).
Le Collège de Bois-de-Boulogne est un collège d'enseignement général et professionnel situé à Montréal, au Québec. Il comporte deux édifices: le pavillon Ignace-Bourget et le pavillon Saint-Paul, situés sur l'avenue Bois-de-Boulogne, dans l'arrondissement d'Ahuntsic-Cartierville.

L'établissement est le résultat de la fusion du Collège classique Saint-Paul (1957-1968), de l'École normale Ignace-Bourget (1952-1968), de l’École des infirmières de l’Hôpital du Sacré-Cœur de Montréal (1950-1968) et du secteur collégial du Collège André-Grasset.

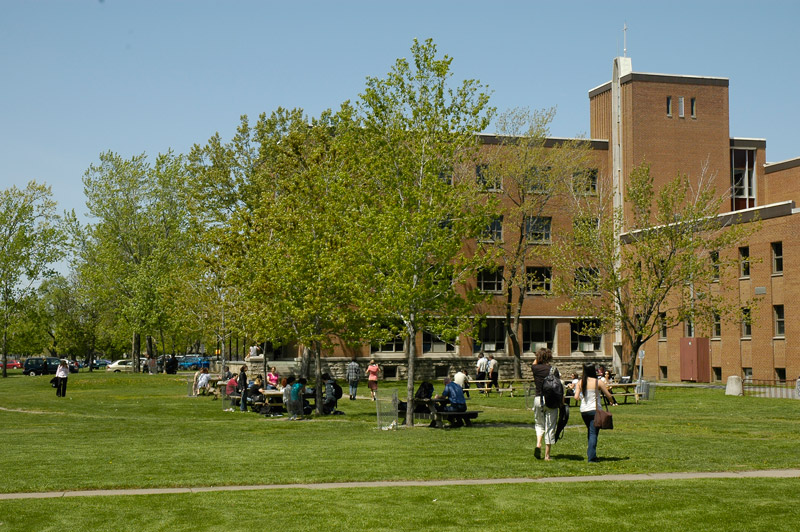
Pavillon Saint-Paul

## Historique

### Le Collège classique Saint-Paul (1957-1968)
Fondé en 1957 par le cardinal Paul-Émile Léger, le Collège classique Saint-Paul visait essentiellement la formation intellectuelle et spirituelle d'une jeune élite canadienne-française destinée à servir la société et l'Église comme laïcs ou clercs diocésains. C'est en 1959 que s'amorçait officiellement la construction de l'institution d'enseignement sur un vaste terrain concédé par la Ville de Montréal, à l'angle de l'avenue Bois-de-Boulogne et du boulevard Henri-Bourassa. Le Collège Saint-Paul se fusionna par la suite avec le Séminaire Marie-Médiatrice (1944-1960), une autre institution diocésaine dont la mission visait la réinsertion d'étudiants plus âgés de réintégrer les classes de philosophie du cours classique.
En 1962, le Collège Saint-Paul devenait le tout premier collège classique à accueillir une administration laïque, composée majoritairement de parents, d'enseignants et de corps intermédiaires. Cette décision relevait du "Bill 95" formulé par l'Assemblée législative de la province de Québec le 8 juin 1961, qui visait essentiellement à créer une nouvelle structure administrative qui servira finalement de modèle pour la composition des futurs conseils d'administration responsables de la mise sur pied des cégeps, cinq ans plus tard. Cette importante mutation sera également marquée par l'embauche de plusieurs enseignants laïques et même l'admission d'étudiantes en 1967, avant de finalement devenir un cégep en 1968.

### L'École normale Ignace-Bourget (1952-1968)
En 1952, l’École normale Ignace-Bourget était la deuxième à s’installer à Montréal. Le rôle de cette école, dirigée par la communauté des Sœurs de Sainte-Croix, consistait à former les futures institutrices des écoles primaires. En effet, après l’adoption de la loi sur l’obligation scolaire en 1943, la forte demande des écoles nécessitait que l’on forme rapidement plus d'enseignantes. Pour les préparer au marché du travail, les religieuses leur enseignent «outre les matières traditionnelles: pédagogie, psychologie, langues, méthodologies, sciences et mathématiques», comme l’a affirmée sœur Claire Lanthier. D'ailleurs, on retrouve encore aujourd'hui plusieurs de ces matières dans les formations universitaires menant au brevet d'enseignement. 
Cette école se trouvait initialement à l'emplacement de l'actuelle maison de la culture du Plateau Mont-Royal, mais à cause du manque d’espace et des mauvaises conditions à l’intérieur du bâtiment, les membres de l’écoles déménagèrent pour s’installer sur l’avenue Bois-de-Boulogne en 1964, en face du collège classique Saint-Paul (voir photo ci-dessous). Avec la révolution tranquille et le rapport Parent, le Québec se lance, dès 1967, dans la création des cégeps. En 1968, on fusionne ainsi le collège classique Saint-Paul et l'École normale Ignace-Bourget pour créer le Collège de Bois-de-Boulogne.

### La chapelle Saint-Paul, aujourd'hui l'Espace Hubert-Reeves

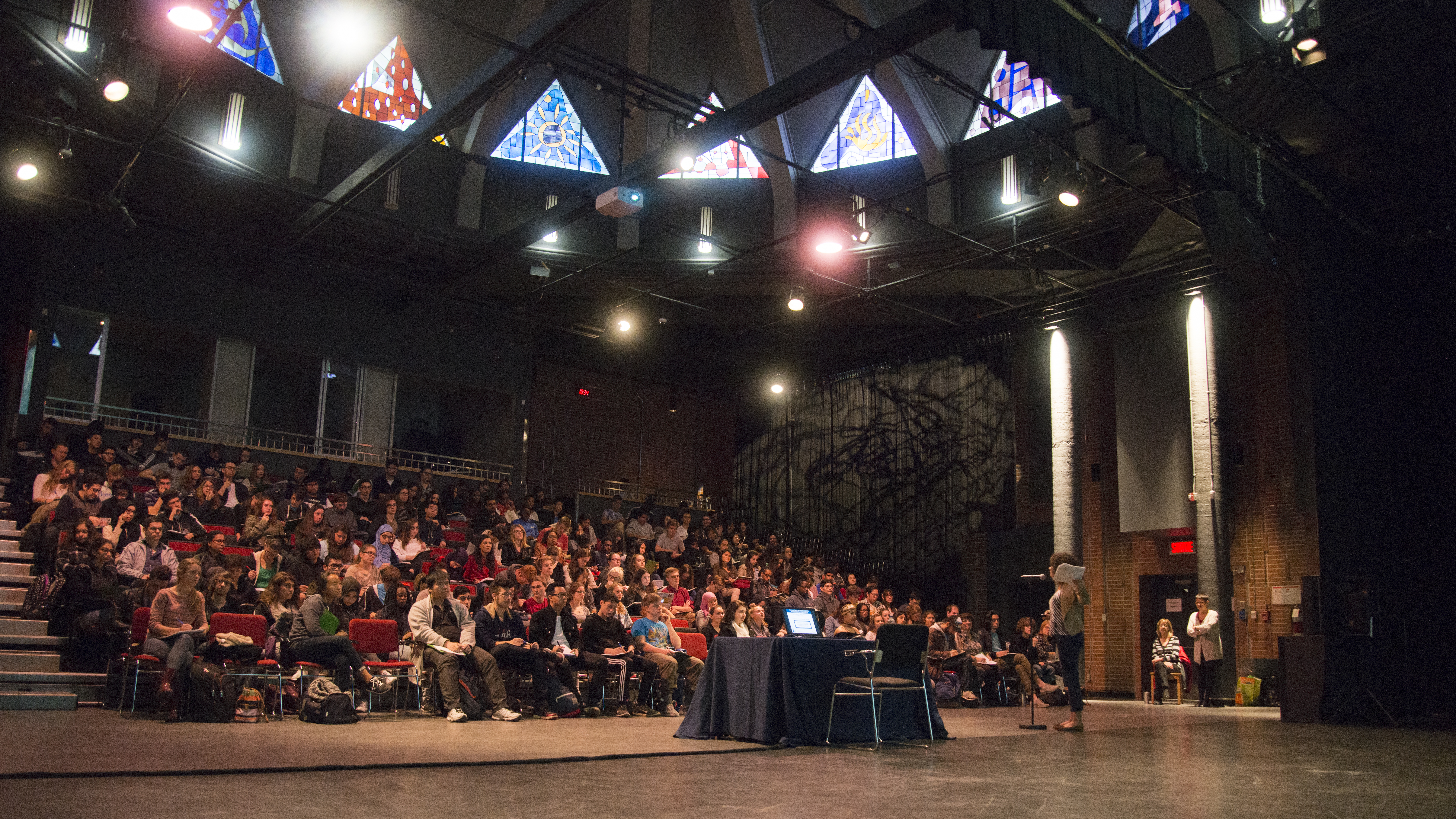
Journée carrière en Sciences humaines à l'Espace Hubert-Reeves (Archives du Collège de Bois-de-Boulogne).

L’architecture permet de comprendre l’histoire du collège et, par le fait même, reflète les habitudes des étudiantes et des étudiants au fil des années. Elle met en lumière le patrimoine structural qui est toujours présent sur les sites de l’établissement. Au cœur du pavillon Saint-Paul, la chapelle Saint-Paul constitue une grande partie de l’héritage culturel du Collège. Cette dernière, autrefois un lieu de culte où la population étudiante se rendait pour assister à la messe et aux diverses célébrations religieuses des années 1959 à 1968, sera transformée en bibliothèque réservée aux étudiantes et aux étudiants du programme des sciences pures des années 1971 à 1980 (voir image ci-dessous). Par la suite, l’espace sera converti en studio de télévision et de service audiovisuel jusqu’en 2007. Le témoignage d’Eduardo Brito, responsable du service de l’audiovisuel, nous illustre l’utilité de cet espace à l’époque : « C’est dans ce studio et cette salle de montage que sont nées diverses productions de nos professeurs en théâtre, en biologie, en psychologie, en éducation physique ou autres ». Désirant un lieu de rassemblement au sein du collège après la conversion du gymnase Saint-Paul en bibliothèque et la fermeture de l’auditorium vétuste, Jean Bertrand, le gestionnaire des bâtiments, amènera l’idée d’un réaménagement de l’espace occupé par le studio de télévision. La salle Hubert-Reeves, que nous pouvons observer dans l’image ci-dessous, fera donc son apparition en 2008. Cette salle est maintenant un lieu où les étudiantes et les étudiants assistent à des conférences, des spectacles, des pièces de théâtre et plusieurs autres événements culturels. Bien que sa vocation ait changé au cours des années, sa structure extérieure demeurera la même depuis sa construction. Nous pouvons constater, encore aujourd’hui, la présence des vitraux originels de la chapelle Saint-Paul sur l’établissement qui nous remémore les débuts religieux du Collège. 

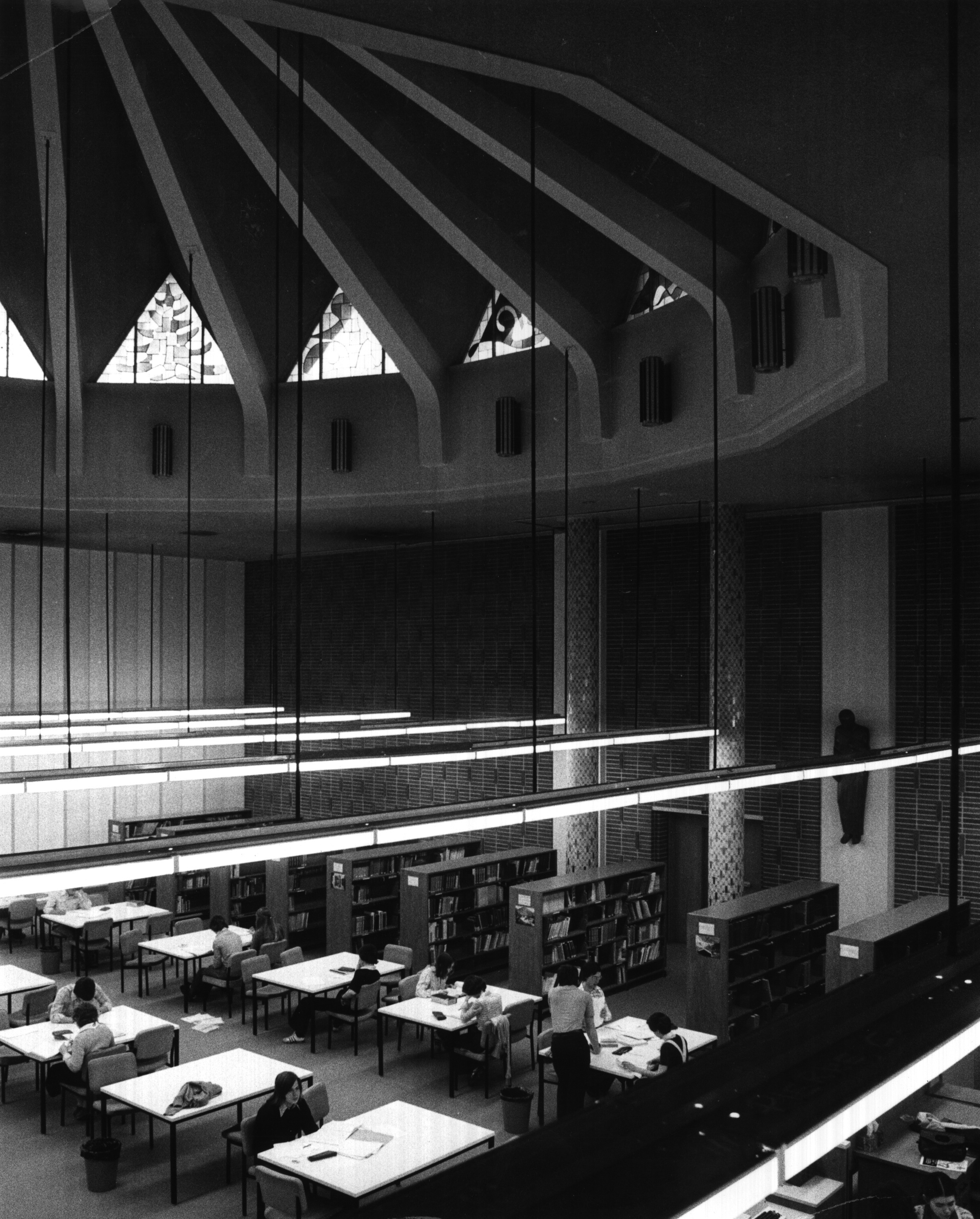
Bibliothèque du Pavillon Saint-Paul, Années 1970, Archives du Collège de Bois-de-Boulogne.

### L'identité «boulonnaise»
Le Collège de Bois-de-Boulogne possède une identité qui lui est propre. S'installant au 4e rang du classement des CÉGEP de 2021 pour son programme de sciences humaines, le Collège se démarque par la réussite de ses étudiantes et de ses étudiants. L'identité boulonnaise se définit comme étant ce qui permet au collège de se différencier des autres établissements collégiaux. D’ailleurs, en 1982, on apprenait que 84,4% des étudiantes et des étudiants considéraient la réputation du collège comme étant un facteur important dans leurs choix d’établissement. 
Le Collège de Bois-de-Boulogne est aussi très attaché au français et s'engage à la protection de sa langue courante en offrant des services adaptés aux étudiantes et aux étudiants en difficulté, et ce, depuis plusieurs décennies. En effet, en 1985, des enseignantes et des enseignants de français ont remarqué un déclin de la langue française, autant à l’écrit qu’à l’oral et ont produit une étude «dont les réflexions mèneront à plusieurs initiatives, telles que l’imposition d’un cours de français correctif pour les étudiants qui n’atteignent pas le seuil requis lors du test de classement» , puis à la création du SALF en 1986 (service d'aide en langue française), lequel existe toujours aujourd'hui.
Dans l'optique de rester fidèle à la modernité et d’améliorer l’accès à des services sportifs destinés aux étudiantes et aux étudiants, mais aussi aux personnes habitant le quartier, le Collège a effectué plusieurs rénovations du pavillon Ignace-Bourget au sein du centre sportif (autrefois appelé le Centre d’activité physique (C.A.P.)), ainsi que sur la façade de l'édifice. Ci-dessous, la photographie de la construction du C.A.P. datant de juillet 1977 témoigne de la construction de la nouvelle infrastructure. Il est important de mentionner que la création du centre sportif a permis de faire naître une communauté sportive rassembleuse au collège. 

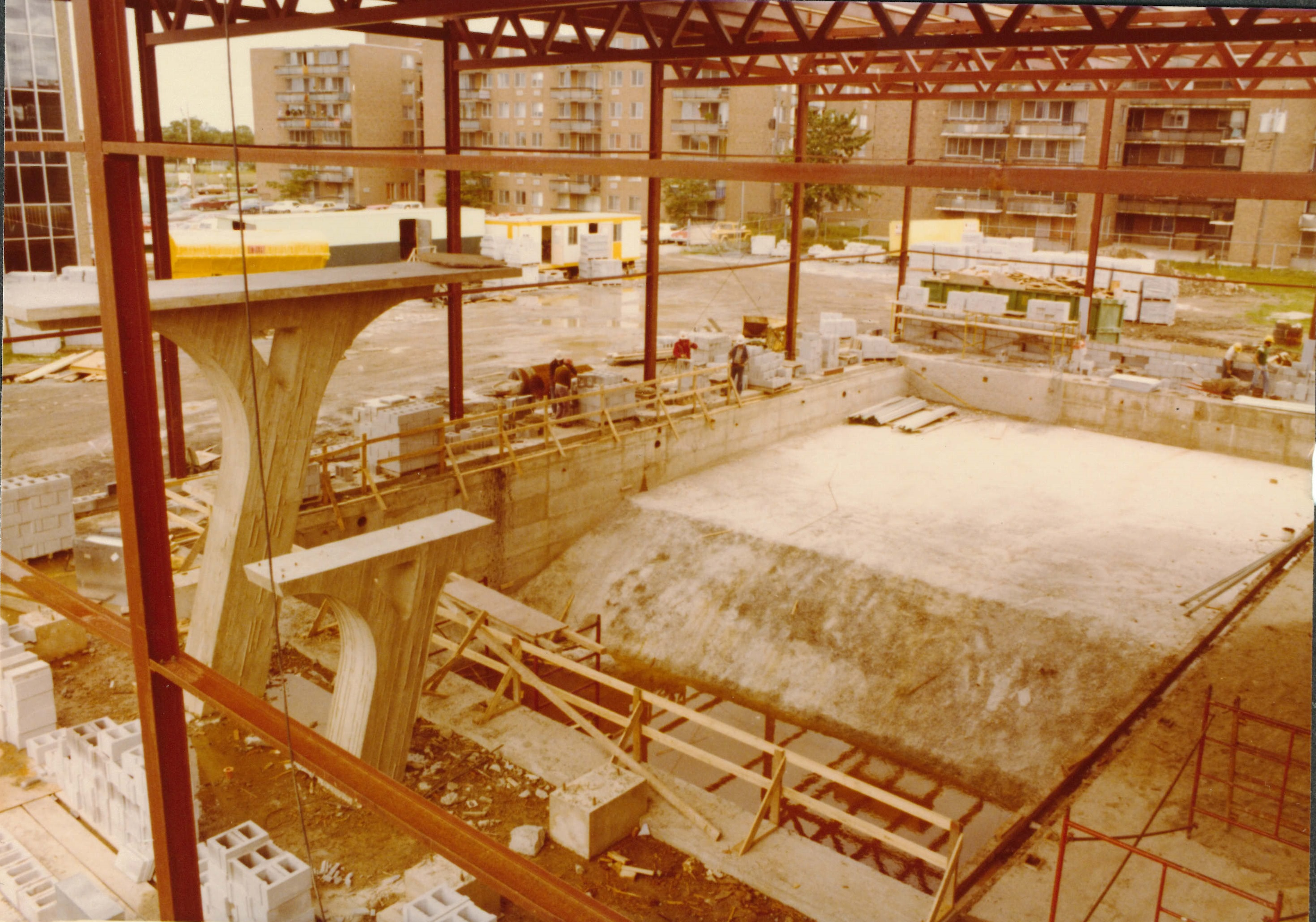
Point de vue sur la construction du C.A.P., qui compte une piscine semi-olympique, deux gymnases dont un double avec estrades, une salle d'entraînement, deux saunas ainsi qu'une salle de musculation, 1977-1978 (Archives du Collège de Bois-de-Boulogne.

### LesCavaliers
Depuis sa création en 1968, le collège Bois-de-Boulogne accueille des équipes sportives diverses. Dans ces débuts, le Collège possédait une équipe d’escrime, de hockey et même de football (voir photo ci-dessous), mais ces sports ne font plus partie de la vie sportive du collège. Aujourd’hui, on y retrouve plutôt plusieurs équipes de volleyball, de basketball et de soccer, une de badminton, une de natation, une de «ultimate-frisbee» et une de flag football. Au total, on compte 11 équipes, allant du niveau régional jusqu’au niveau national. Ces équipes portent toutes fièrement le nom des Cavaliers de Bois-de-Boulogne. Contrairement à ce que la majorité des personnes peuvent croire, le nom des Cavaliers ne représente pas les armures et les chevaux comme nous les connaissons. Il vient plutôt du nom d’un ancien étudiant, Denis Lecavalier, qui faisait partie de l’équipe de football américain. Ce joueur était «considéré comme l’une des meilleures recrues à la défense […]». Malheureusement, en 1978, il perd la vie en se noyant à l’âge de 18 ans. Pour lui rendre hommage, l’équipe de football pris le nom des Cavaliers, et c’est en octobre 1979 que toutes les équipes sportives du collège décida de changer leur nom à leur tour. Avec l’apparition du nom de la communauté sportive, il y a eu la création du premier logo sportif (que l'on peut apercevoir à gauche sur l'image ci-dessous). Philippe Ducas, le réalisateur de celui-ci, était le «premier président de l’Association sportive étudiante et membre de l’équipe de football» dans les années 1980. C’est en mai 1981 que ce sigle sera inscrit sur une murale au collège.  En date d’aujourd’hui, ce logo ne cesse de changer et d’évoluer à travers les années toute en gardant le même nom et la même signification.

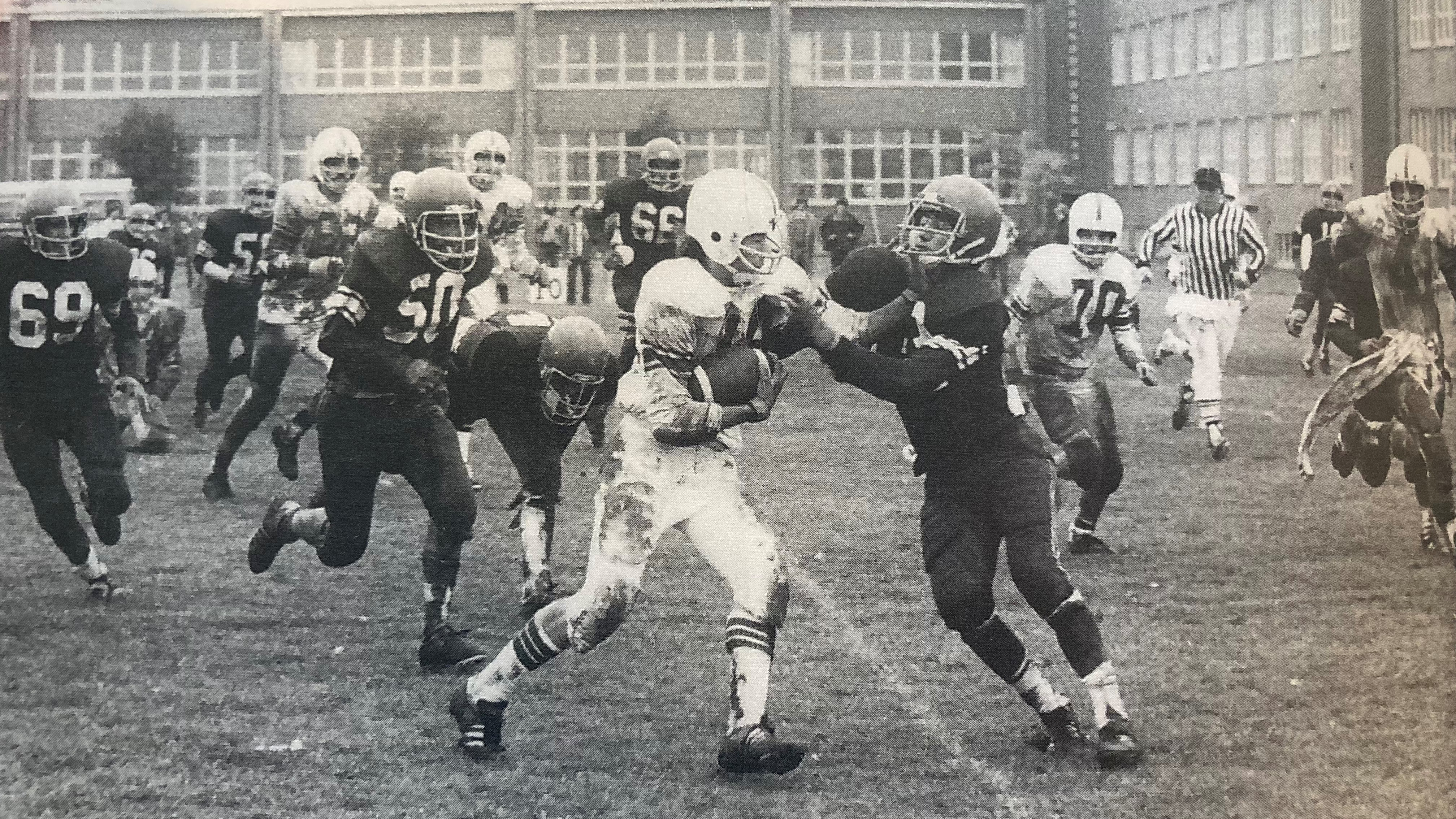
Un match de football au Collège durant l'année scolaire 1975-1976 (Archives du Collège de Bois-de-Boulogne).

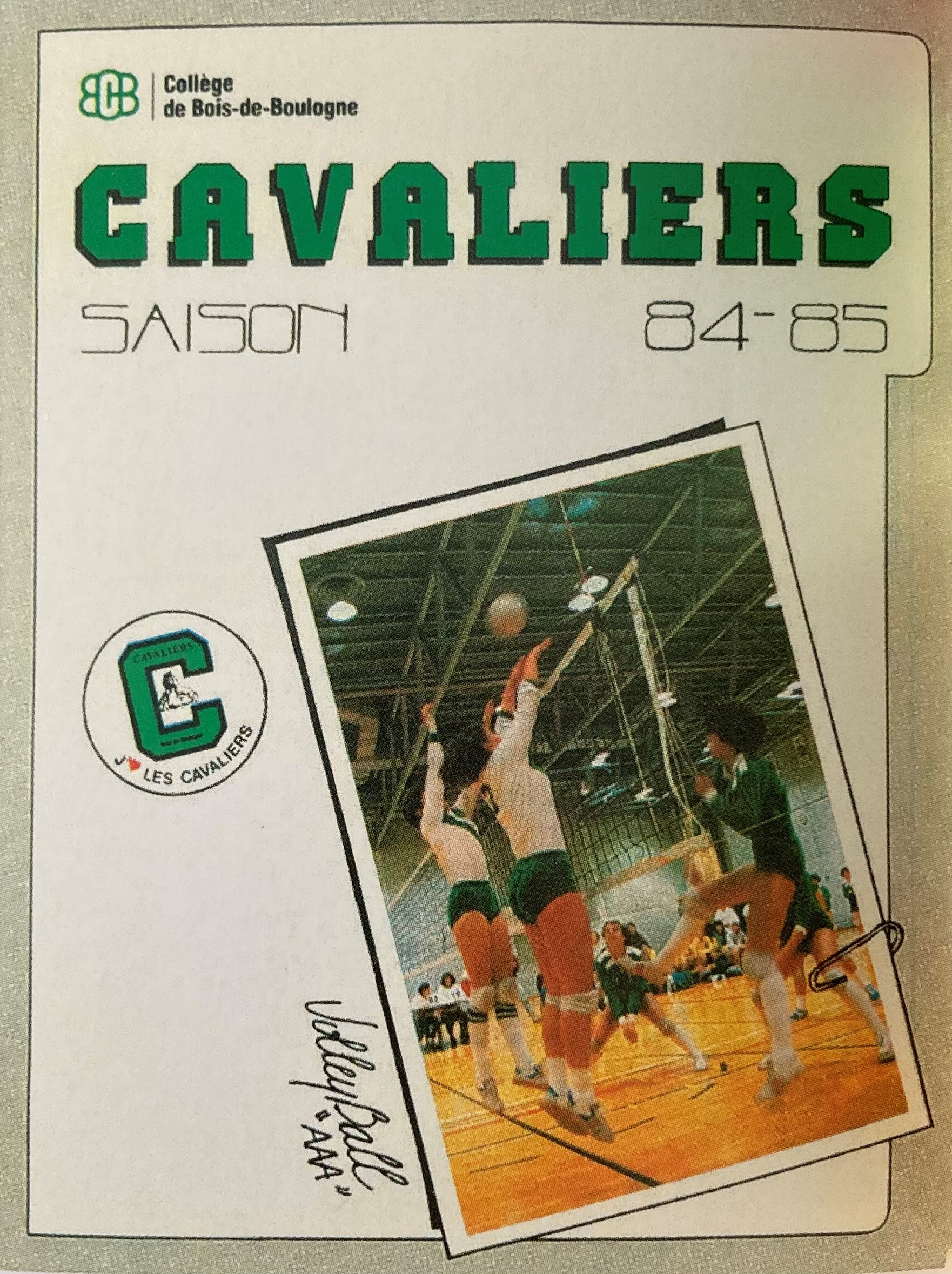
Cavaliers, saison 84-85 (Archives du Collège de Bois-de-Boulogne).

### La vie étudiante
En 1970, la nomination de François Béland comme dirigeant du Service d’animation étudiante (SAE) permet l’apparition d’une vie étudiante. D’ailleurs, les étudiantes et les étudiants sont si impliqués dans la vie étudiante, qu’ils ne travaillent pas durant l’année scolaire. En 1978, les services aux étudiantes et aux étudiants du Collège présentent un grand éventail d’activités et de services permettant de répondre aux besoins de plusieurs jeunes. Comme nous pouvons voir sur l'image ci-dessous, il y avait des activités artistiques comme le macramé afin de développer le langage et la compréhension artistique. Il y avait également des consultations en lien avec le financement, la santé et la recherche d’emplois afin que les étudiantes et les étudiants puissent réellement s’épanouir dans leur éducation. Au fil du temps, la SAE devient le service de la vie étudiante. À l'exception de la consultation spirituelle qui fut abandonnée, la SAE propose les mêmes types de services tout en s’adaptant aux intérêts et aux besoins de la communauté étudiante, permettant de préserver un environnement éducatif accessible et stimulant.  

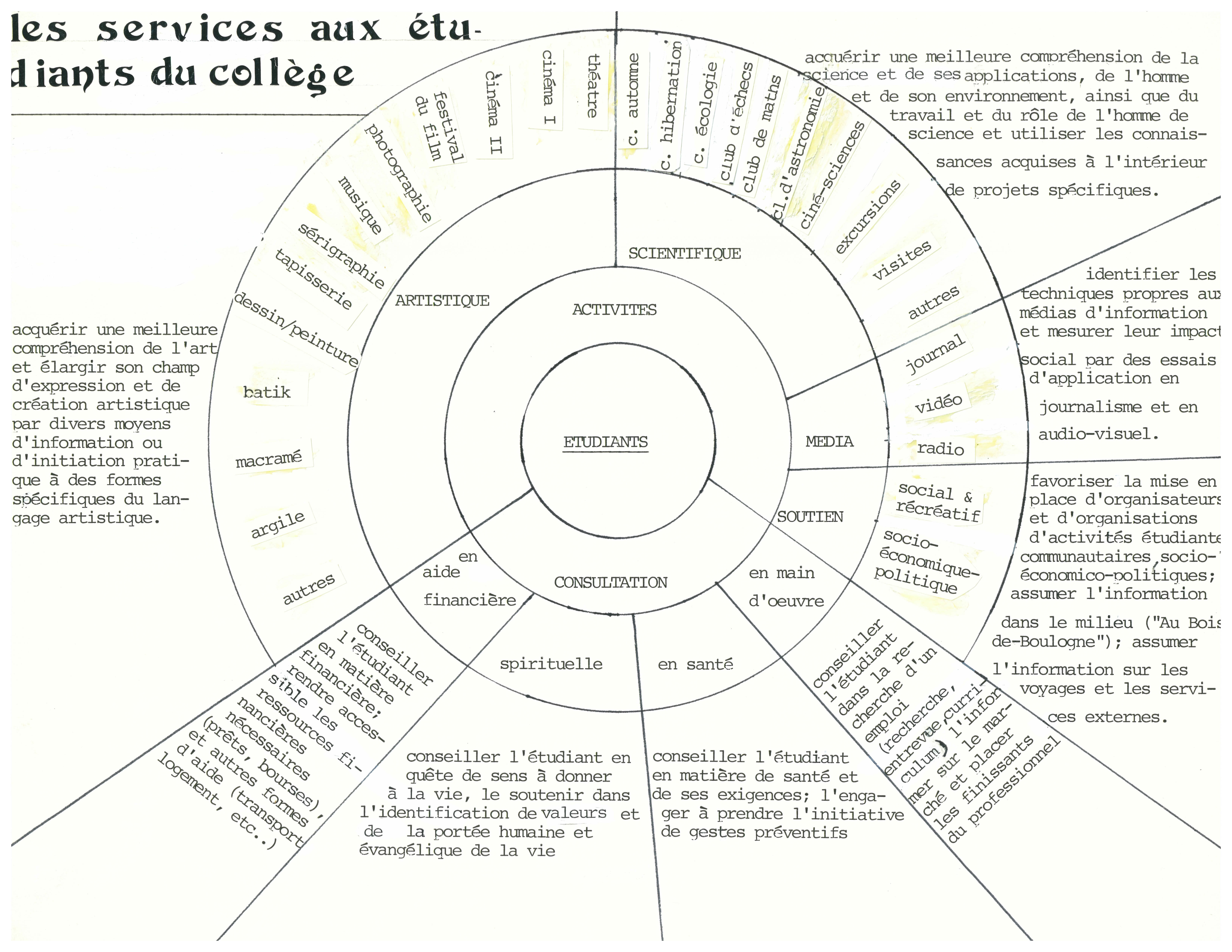
L'animation et les affaires étudiantes en 1978 : un ensemble d'activités, de consultation et de soutien pratique (Archives du Collège de Bois-de-Boulogne).

En 1973-1974, l'Association générale des étudiants de Bois-de-Boulogne (aujourd'hui Association générale étudiante de Bois-de-Boulogne) fonde l’Infomane, un journal publié chaque semaine qui aborde les sujets et les enjeux sociaux des étudiantes et des étudiants afin de défendre la position de ces derniers. Il sert aussi d'organe de contre-pouvoir : par exemple, on y dénonce des représentants en les accusant de censurer des membres de la communauté étudiante ou de ne pas avoir assez à cœur leur rôle dans la vie étudiante. Ce journal a d'abord été créé et publié sous forme de journal papier, comme nous pouvons le voir dans l'image ci-dessous. Puis, le 4 mars 2017, l’Infomane diffuse son premier article sous forme électronique (https://infomane.com/), tout en maintenant des parutions d'articles regroupés en journal papier, avant de faire un virage presque complètement numérique à partir de l'automne 2018. La dernière parution papier du journal remonte à mars 2022 et portait sur un enjeu de gouvernance au conseil d'administration du cégep Bois-de-Boulogne concernant le recrutement de candidatures masculines. Rédigé sous la direction de Laurence St-Amand et intitulé  « Peut-il y avoir trop de femmes à la direction? Bois-de-Boulogne croit que oui », la parution critique cette décision de se limiter à la recherche de candidatures masculines alors que notamment les femmes sont largement sous-représentés au niveau des conseils d'administration au Canada.  
Le travail et les enjeux soulevés au fil des ans par l'Infomane sont rapportés par les grands journaux du Québec à au moins six reprises : dans La Presse le 17 novembre 1991, le 29 mars 1992, le 16 octobre 1994 et le 30 janvier 2001 ; dans Le Devoir le 19 avril 1979 et le 9 mars 2022.  

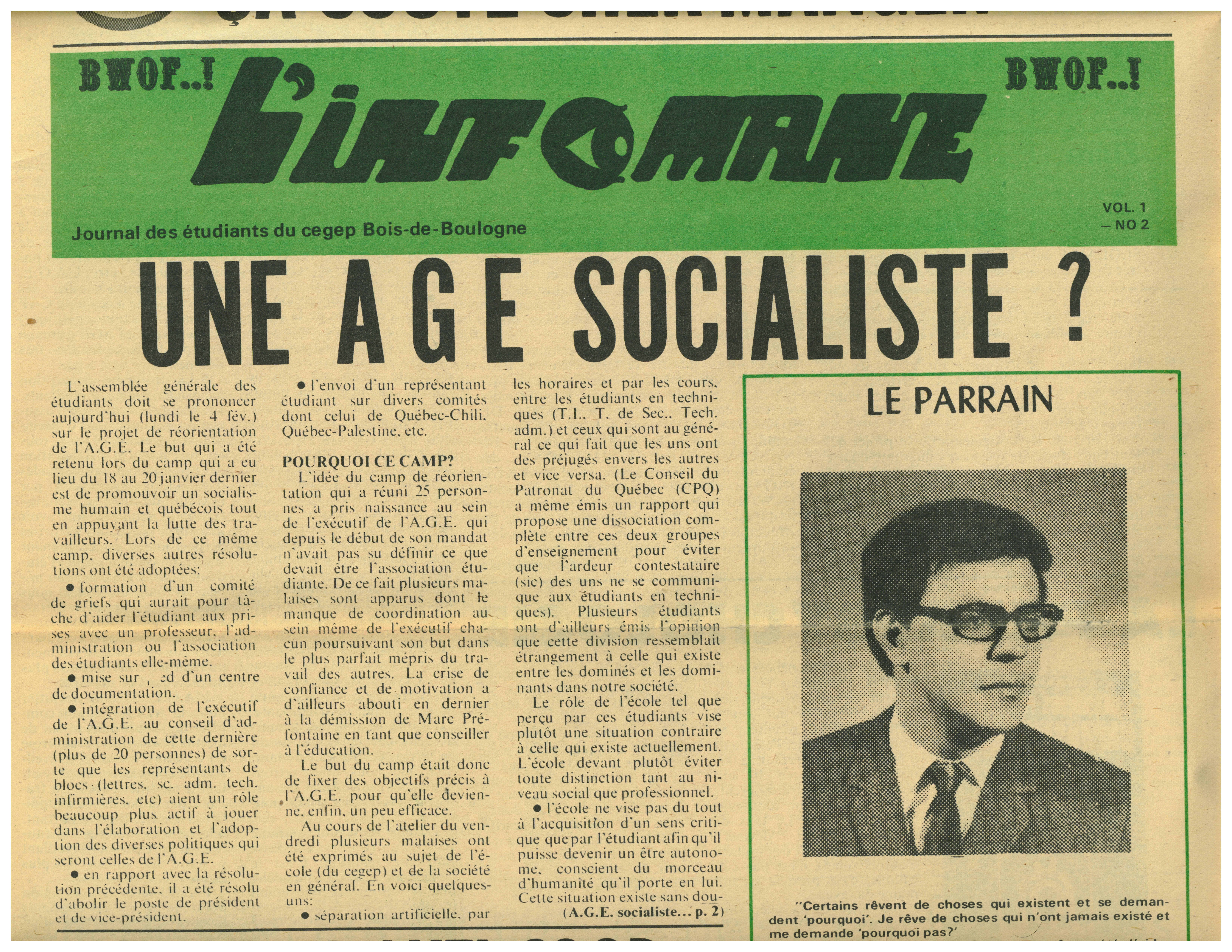
L'Infomane, vol. 1, numéro 2, le plus ancien exemplaire conservé aux archives (Archives du Collège de Bois-de-Boulogne).

### La technologie
Le Collège de Bois-de-Boulogne a marqué le début d’une nouvelle ère : celle de l’informatique. En effet, c’était l'un des premiers cégeps à acquérir du matériel informatique et à créer des programmes liés au monde virtuel, initiative dont les autres cégeps de la région s’inspireront. Durant les années 1980, le Collège de Bois-de Boulogne intègre déjà les technologies au sein de son établissement. Quinze ans plus tard, «en 1995, le collège deviendra l’un des premiers cégeps francophones à se doter de l’internet». À ce moment, les technologies évoluent. Du nombre de 500, « tous les ordinateurs du Collège sont reliés en réseau », une nouveauté au collège. Par le développement de son équipement technologique, le Collège se permet de s’aventurer dans les méthodes d’apprentissage en ligne. En effet, les enseignantes et les enseignants commencent à mettre en place des ressources en ligne accessibles à partir d’un ordinateur (voir image ci-dessous). Cette évolution des technologies informatiques pousse « le Collège de Bois-de-Boulogne [à s'engager], dès 1999, dans le développement du tout premier programme collégial de formation virtuelle en Sciences de la nature». De plus, en 2001, afin de répondre aux besoins du marché du travail, les programmes techniques de l’information de gestion et la gestion des réseaux informatiques font leur apparition. Le programme informatique préuniversitaire le plus connu de nos jours, intitulé Sciences informatiques et mathématiques (SIM), est créé en 2008. Ce dernier a beaucoup évolué au fil du temps, notamment en réalisant des projets avec des étudiants de l’École de technologie supérieure (ÉTS) et de l’Université de Montréal, mais aussi en s’adaptant «aux besoins des étudiants tout en soutenant leur réussite». Aujourd’hui, le Collège de Bois-de-Boulogne offre des programmes techniques en Informatique - Génie logiciel, en Informatique - Infrastructure et sécurité, en Animation 3D et synthèse d'images ainsi qu'en Intégration multimédia. Il demeure ainsi un établissement collégial de choix pour les étudiantes et les étudiants qui s'intéressent aux technologies.

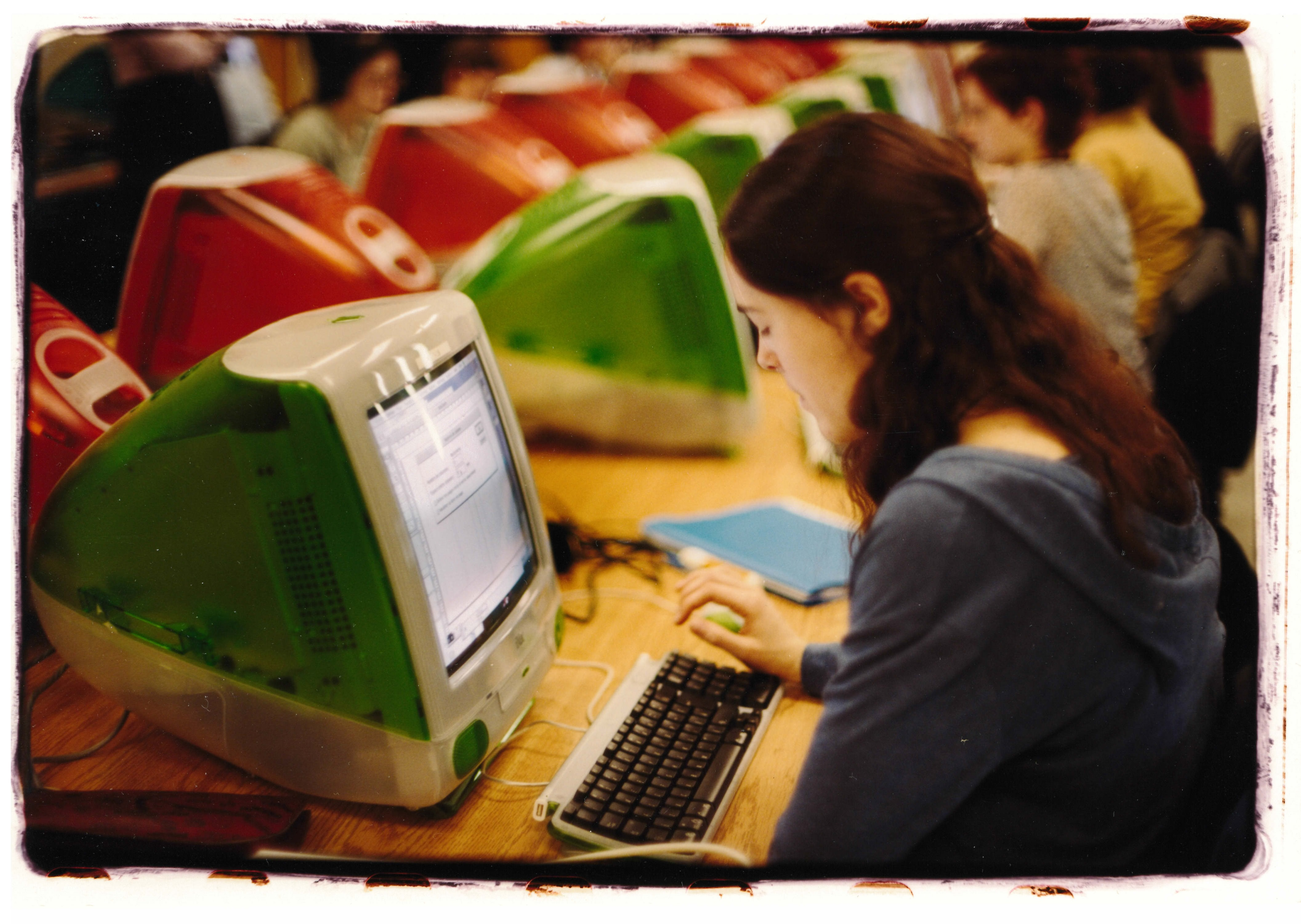
Les débuts des cours virtuels en ligne au Collège de Bois-de-Boulogne, début des années 2000 (Archives du Collège de Bois-de-Boulogne).

## Statistiques
À l'automne 2023, le cégep accueille 3463 étudiants et étudiantes à l'enseignement ordinaire et 1068 étudiants et étudiantes à la formation continue, c'est-à-dire une population étudiante totale de 4531 personnes étudiantes. Au niveau des activités du département de la formation continue et des services aux entreprises, c'est près de 5200 personnes qui suivent des formations annuellement. Le cégep compte environ 450 membres du personnel. 40 % des professeurs de ce collège détiennent une maîtrise et 12 % ont obtenu leur doctorat. Un nombre inconnu de personnes suit des cours de francisation aussi dans les installations du cégep, sous la gouverne du ministère de l'Immigration, de la Francisation et de l'Intégration du Québec.

## Publications
Le personnel du Collège de Bois-de-Boulogne demeure toujours actif dans leur domaine respectif. Plusieurs d'entre eux effectuent des recherches ou demeurent actifs en tant que praticien ou clinicien. Par exemple, la quasi-totalité des professeurs du département d'art poursuivent une démarche artistique hors du collège. Certains professeurs demeurent aux études et suivent de nombreux perfectionnements ou sont eux-mêmes formateur et instigateur de formations destiné au cheminement continu des enseignants québécois. D'autres enseignants sont également des conférenciers qui, en plus de leur tâche de professeur, exécutent ou organisent des conférences à travers la province.

## Vie étudiante
Le Collège de Bois-de-Boulogne offre une variété d’activités culturelles, scientifiques, communautaires et sportives. Les étudiants participent aussi à divers concours intercollégiaux dans le domaine des arts et des sciences. L'Association générale étudiante de Bois-de-Boulogne, l'AGEBdeB, est l'association étudiante du CÉGEP Bois-de-Boulogne. Elle représente les étudiants et les étudiantes et défend leurs intérêts à travers notamment les instances institutionnelles du cégep, mais aussi auprès d'autres organismes et associations. L'AGEBdeB organise aussi des comités étudiants qui animent la vie étudiante en démocratisant l'accès à la culture, les arts, et les métiers d'arts, de même qu'en soutenant l'organisation de personnes issus de groupes minoritaires et/ou discriminés autour de la défense de leurs droits en vertu de la Charte des droits et libertés de la personne du Québec. 

## Sport étudiant
Le Collège de Bois-de-Boulogne est membre d’Alliance Sport-Études, un organisme offrant un soutien pédagogique aux athlètes québécois qui poursuivent des études au niveau collégial et universitaire. Le Collège offre aussi un service d’encadrement sport-études à ses étudiants-athlètes.
Les Cavaliers de Bois-de-Boulogne représentent une douzaine d’équipes sportives dont les niveaux varient de A à AAA. Le collège offre actuellement des équipes sportives telles que le soccer, la natation, le ultimate frisbee, la volleyball, le badminton, le basketball et le flag-football. 

## Étudiants célèbres
Époque du Collège St-Paul
- Robert Charlebois : Auteur, compositeur, chanteur
- Paul Houde : Animateur radio et télévision
- Les Cailloux : Quatuor de chanteurs et musiciens, dont Yves Lapierre
- Michel Paillé : Démographe, spécialiste des questions linguistiques

Époque contemporaine
- Louise Lecavalier : danseuse et chorégraphe[11].
- Daniel Paillé : Économiste et homme politique
- Martine Desjardins : Présidente de la FEUQ lors de la grève étudiante de 2012
- Gabriel Nadeau-Dubois : Co-porte-parole de la CLASSE lors de la grève étudiante de 2012 et co-porte-parole du parti politique Québec solidaire
- Patrick Masbourian : Animateur radio et télévision
- Marjo : Auteure-compositrice-interprète, coach à l'émission La Voix 2023
- Alejandra Zaga Mendez : Députée de Verdun
- Martin Matte : Humoriste, acteur, auteur, scénariste et producteur québécois
- Yannick Nézet-Séguin : Chef d'orchestre et pianiste canadien
- Michel Phaneuf : Chroniqueur expert en vin et auteur

### Liens externes

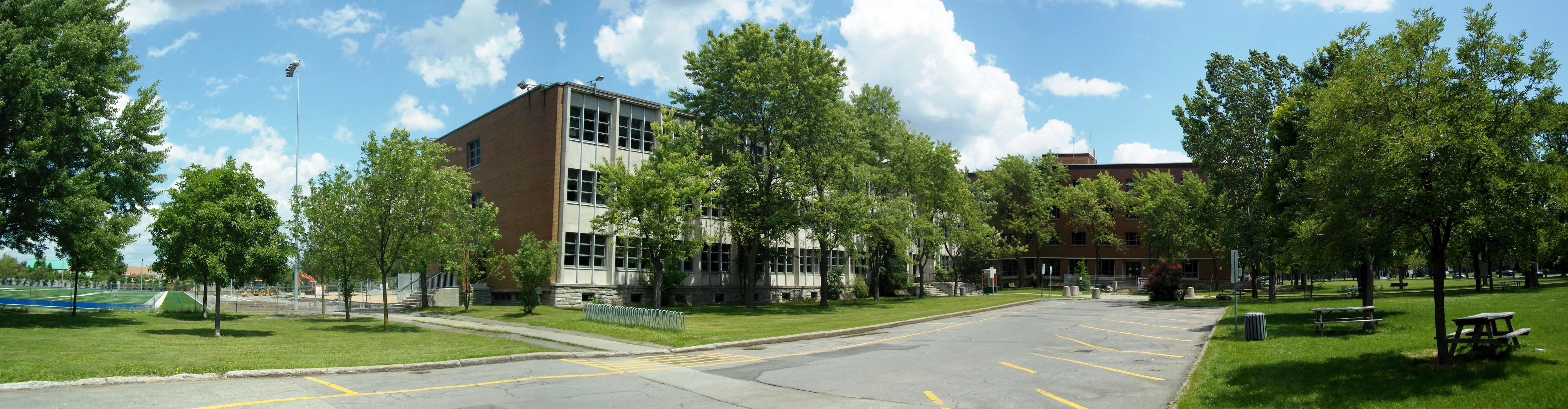
Vue panoramique du collège de Bois-de-Boulogne